# Cyclisme aux Jeux asiatiques de 2006
Navigation
2002 2010
Les compétitions de cyclisme aux Jeux asiatiques de 2006 se sont déroulées du 3 au 14 décembre 2006, à Doha, au Qatar. Deux disciplines étaient au programme : le cyclisme sur piste, au Aspire Hall 1, avec douze épreuves (quatre féminines et huit masculines), et le cyclisme sur route, sur le Cycling Street Circuit pour la course en ligne et au Al-Khor Road Course pour le contre-la-montre, avec cinq épreuves (deux féminines et trois masculines).

## Podiums

### Cyclisme sur route
| Épreuves                     | Or                                                                             | Argent                                                              | Bronze                                                          |
| ---------------------------- | ------------------------------------------------------------------------------ | ------------------------------------------------------------------- | --------------------------------------------------------------- |
| Compétitions masculines      |                                                                                |                                                                     |                                                                 |
| Course en ligne              | Wong Kam Po Hong Kong                                                          | Mahdi Sohrabi Iran                                                  | Park Sung-Baek Corée du Sud                                     |
| Contre-la-montre             | Song Baoqing Chine                                                             | Eugen Wacker Kirghizistan                                           | Andrey Mizurov Kazakhstan                                       |
| Contre-la-montre par équipes | Kazakhstan Ilya Chernyshov Alexandr Dymovskikh Dmitriy Gruzdev Andrey Mizourov | Iran Hossein Askari Alireza Haghi Ghader Mizbani Abbas Saeidi Tanha | Japon Yoshiyuki Abe Satoshi Hirose Kazuya Okazaki Kazuhiro Mori |
| Compétitions féminines       |                                                                                |                                                                     |                                                                 |
| Course en ligne              | Mayuko Hagiwara Japon                                                          | Zhao Na Chine                                                       | Han Song-Hee Corée du Sud                                       |
| Contre-la-montre             | Li Meifang Chine                                                               | Zulfiya Zabirova Kazakhstan                                         | Lee Min-Hye Corée du Sud                                        |

### Cyclisme sur piste
| Épreuves                | Or                                                                   | Argent                                                             | Bronze                                                 |
| ----------------------- | -------------------------------------------------------------------- | ------------------------------------------------------------------ | ------------------------------------------------------ |
| Compétitions masculines |                                                                      |                                                                    |                                                        |
| Kilomètre               | Feng Yong Chine                                                      | Yusho Oikawa Japon                                                 | Kang Dong-jin Corée du Sud                             |
| Keirin                  | Kang Dong-jin Corée du Sud                                           | Josiah Ng Malaisie                                                 | Hiroyuki Inagaki Japon                                 |
| Vitesse individuelle    | Tsubasa Kitatsuru Japon                                              | Choi Lae-seon Corée du Sud                                         | Tang Qi Chine                                          |
| Vitesse par équipes     | Japon Kazunari Watanabe Kazuya Narita Yudai Nitta                    | Chine Zhang Lei Lin Feng Feng Yong                                 | Corée du Sud Yang Hee-chun Kang Dong-jin Choi Lae-seon |
| Poursuite individuelle  | Jang Sun-jae Corée du Sud                                            | Taiji Nishitani Japon                                              | Hwang In-hyeok Corée du Sud                            |
| Poursuite par équipes   | Corée du Sud Hwang In-hyeok Jang Sun-jae Kim Dong-hun Park Sung-baek | Iran Hossein Nateghi Abbas Saeidi Tanha Mahdi Sohrabi Amir Zargari | Chine Chen Xiaoyong Wang Youguo Wen Hairui Zeng Zhaoyu |
| Course aux points       | Cheung King Wai Hong Kong                                            | Vladimir Tuychiev Ouzbékistan                                      | Ilya Chernyshov Kazakhstan                             |
| Américaine              | Corée du Sud Jang Sun-jae Park Sung-baek                             | Kazakhstan Ilya Chernyshov Alexey Lyalko                           | Iran Mahdi Sohrabi Amir Zargari                        |
| Compétitions féminines  |                                                                      |                                                                    |                                                        |
| 500 mètres              | Guo Shuang Chine                                                     | Hsiao Mei-yu Taipei chinois                                        | You Jin-A Corée du Sud                                 |
| Vitesse individuelle    | Guo Shuang Chine                                                     | Gong Jinjie Chine                                                  | You Jin-A Corée du Sud                                 |
| Poursuite individuelle  | Lee Min-hye Corée du Sud                                             | Li Meifang Chine                                                   | Wang Li Chine                                          |
| Course aux points       | Li Yan Chine                                                         | Lee Min-hye Corée du Sud                                           | Chanpeng Nontasin Thaïlande                            |

## Tableau des médailles
| Rang  | Nation         | Or | Argent | Bronze | Total |
| ----- | -------------- | -- | ------ | ------ | ----- |
| 1     | Chine          | 6  | 4      | 3      | 13    |
| 2     | Corée du Sud   | 5  | 2      | 8      | 15    |
| 3     | Japon          | 3  | 2      | 2      | 7     |
| 4     | Hong Kong      | 2  | 0      | 0      | 2     |
| 5     | Kazakhstan     | 1  | 2      | 2      | 5     |
| 6     | Iran           | 0  | 3      | 1      | 4     |
| 7     | Kirghizistan   | 0  | 1      | 0      | 1     |
| 7     | Malaisie       | 0  | 1      | 0      | 1     |
| 7     | Taipei chinois | 0  | 1      | 0      | 1     |
| 7     | Ouzbékistan    | 0  | 1      | 0      | 1     |
| 11    | Thaïlande      | 0  | 0      | 1      | 1     |
| Total | Total          | 17 | 17     | 17     | 51    |